# Straight Outta Compton
Straight Outta Compton är den amerikanska hiphopgruppen N.W.A:s debutalbum, släppt den 8 augusti 1988 på gruppmedlemmen Eazy-E:s skivbolag Ruthless Records via Priority Records. Albumet producerades av Dr. Dre och DJ Yella. Albumet betraktas som banbrytande för subgenren gangstarap, för sina våldsamma texter och aggressiva uttryck. Albumet tacklade flera sociala och politiska problem, och anses ofta var ett av de mest inflytelserika musikalbumen genom tiderna inom hiphop.
Straight Outta Compton ändrade hiphop och dess riktning, vilket resulterade i att texter rörande gäng- och gangsterlivet blev en drivkraft i försäljningssiffror. Albumet har blivit remastered två gånger och släpptes första gången som nyutgåva den 24 september 2002, med fyra bonusspår. Den andra utökade versionen av albumet släpptes den 4 december 2007 som samtidigt firade 20-årsjubileet av originalet. Den 14 april 2015 släppte Universal Music Group en nyutgåva i begränsad upplaga i rött kassettband som en del av deras Respect The Classics-serie. År 2003 rankade musiktidningen Rolling Stone albumet på plats 114 på listan "The 500 Greatest Albums of All Time", den femte högsta rankningen för ett hiphopalbum. Albumet blev även det sista Ice Cube spelade in med N.W.A, då han lämnade gruppen 1989 på grund av finansiella problem med gruppens manager Jerry Heller.

## Produktion
Produktionen av Straight Outta Compton ansågs vid tiden vara av toppkvalitét, med Dr. Dres produktion på trummaskinen och DJ Yellas arbete på skivspelaren. Vissa kritiker, bland annat discjockeyn och musikproducenten Marley Marl, fann dock albumet något glest och lågbudget, jämfört med andra musikproducenters arbeten vid tiden.

## Mottagande
Albumet mottogs generellt väl av hiphopkriktiker, men fick främst starka reaktioner från olika publikationer, musikkritiker, och inte minst olika myndigheter för albumets våldsamma texter och aggressiva sätt att uttrycka sig på. På grund av låten "Fuck tha Police" från albumet mottog gruppens skivbolag Ruthless Records 1989 ett brev från FBI för dess våldsamma och respektlösa sätt att uttrycka sig mot polismyndigheten i Los Angeles och i USA. Greg Kot från tidningen Chicago Tribune beskrev i en recension att han fann N.W.A:s musik fylligare och funkigare, samt att deras texter var mer "förlåtande" jämfört med Public Enemy. I dagstidningen Orange County Registers recension noterade de albumets starka språk och jämförde det med rapparen Ice-T:s texter. Recensionen avslutades med en kommentar om att albumet var "nyfiket oengagerade" och att det saknar både insikt och passion jämfört med de bästa materialet från Public Enemy, Ice-T och Boogie Down Productions.
Följande albumets remaster och nyutgåva 2002 skrev Jon Caramanica från Rolling Stone att Straight Outta Compton är ett av hiphopens mest avgörande album och kallade samtidigt det en "bombastisk, illalåtande bilfärd genom Los Angeles mest utbrända och ignorerade områden".

## Låtlista
- Alla låtar är producerade av Dr. Dre och DJ Yella.

| Nr           | Titel                            | Text                               | Sång                                          | Längd   |
| ------------ | -------------------------------- | ---------------------------------- | --------------------------------------------- | ------- |
| 1.           | "Straight Outta Compton"         | O. Jackson, L. Patterson, T. Curry | Ice Cube, MC Ren, Eazy-E                      | 4:18    |
| 2.           | "Fuck tha Police"                | O. Jackson, L. Patterson           | Ice Cube, MC Ren, Eazy-E                      | 5:45    |
| 3.           | "Gangsta Gangsta"                | O. Jackson, L. Patterson, T. Curry | Ice Cube, MC Ren, Eazy-E                      | 5:36    |
| 4.           | "If It Ain't Ruff"               | L. Patterson                       | MC Ren                                        | 3:34    |
| 5.           | "Parental Discretion Iz Advised" | T. Curry, L. Patterson, O. Jackson | The D.O.C., Dr. Dre, MC Ren, Ice Cube, Eazy-E | 5:15    |
| 6.           | "8 Ball (Remix)"                 | O. Jackson                         | Eazy-E                                        | 4:52    |
| 7.           | "Something Like That"            | L. Patterson                       | MC Ren, Dr. Dre                               | 3:35    |
| 8.           | "Express Yourself"               | O. Jackson                         | Dr. Dre                                       | 4:25    |
| 9.           | "Compton's N the House (Remix)"  | L. Patterson                       | MC Ren, Dr. Dre                               | 5:20    |
| 10.          | "I Ain't tha 1"                  | O. Jackson                         | Ice Cube                                      | 4:54    |
| 11.          | "Dopeman (Remix)"                | O. Jackson                         | Ice Cube, Eazy-E                              | 5:20    |
| 12.          | "Quiet On tha Set"               | L. Patterson                       | MC Ren                                        | 3:59    |
| 13.          | "Something 2 Dance 2"            | K. Nazel                           | Arabian Prince, DJ Yella, Dr. Dre, Eazy-E     | 3:23    |
| Total längd: | Total längd:                     | Total längd:                       | Total längd:                                  | 1:00:16 |

### Bonusspår

#### 2002
| 14.          | "Express Yourself" (extended mix)       | O. Jackson, L. Patterson           | Dr. Dre, Ice Cube, MC Ren | 4:42  |
| 15.          | "Bonus Beats"                           |                                    |                           | 3:03  |
| 16.          | "Straight Outta Compton" (extended mix) | O. Jackson, L. Patterson, T. Curry | Ice Cube, MC Ren, Eazy-E  | 4:53  |
| 17.          | "A Bitch Iz a Bitch"                    | O. Jackson                         | Ice Cube                  | 3:10  |
| Total längd: | Total längd:                            | Total längd:                       | Total längd:              | 15:08 |

#### 2007
| 1.           | "---- tha Police" (tributremix)  | L. Patterson, Eric Wright | Bone Thugs-N-Harmony | 5:02  |
| 2.           | "Gangsta Gangsta" (tributremix)  | Eric Wright, L. Patterson | Snoop Dogg, C-Murder | 4:39  |
| 3.           | "Dopeman" (tributremix)          | O. Jackson, Eric Wright   | Mack 10              | 4:01  |
| 4.           | "If It Ain't Ruff" (tributremix) | L. Patterson              | WC                   | 3:44  |
| 5.           | "Compton's n the House" (live)   | Andre Young, Eric Wright  | Dr. Dre, MC Ren      | 2:02  |
| Total längd: | Total längd:                     | Total längd:              | Total längd:         | 19:18 |

## Samplingar
På Straight Outta Compton finns, som på många andra album producerade av Dr. Dre, många samplingar från olika artister, vanligtvis från funk-, soul- och R&B-musiker. Detta är en lista över samplingar på albumet.
| - "Straight Outta Compton" - "Funky Drummer" av James Brown - "You'll Like It Too" av Funkadelic - "West Coast Poplock" av Ronnie Hudson and the Street People - "Get Me Back on Time, Engine No. 9" av Wilson Pickett - "Amen, Brother" av The Winstons - "One for the Treble" av Davy DMX - "Fuck tha Police" - "Funky President (People It's Bad)" av James Brown - "It's My Thing" av Marva Whitney - "Boogie Back" av Roy Ayers - "Feel Good" av Fancy - "Funky Drummer" av James Brown - "Ruthless Villain" av Eazy-E - "Be Thankful for What You Got" av William DeVaughn - "Gangsta Gangsta" - "Weak at the Knees" av Steve Arrington - "Troglodyte" av Jimmy Castor Bunch - "Be Thankful for What You Got" av William DeVaughn - "Impeach the President" av The Honey Drippers - "N.T." av Kool & the Gang - "Funky Worm" av Ohio Players - "Prison" av Richard Pryor - "My Philosophy" av Boogie Down Productions (KRS-One) - "La Di Da Di" av Doug E. Fresh och Slick Rick - "Girls" av Beastie Boys - "Ruthless Villain" av Eazy-E - "Take the Money and Run" av Steve Miller Band - "If It Ain't Ruff" - "A Star in the Ghetto" av Average White Band - "Quiet on tha Set" och "Straight Outta Compton" av N.W.A - "Ruthless Villain" av Eazy-E - "Don't Believe the Hype" av Public Enemy - "Parental Discretion Iz Advised" - "I Turned You On" av The Isley Brothers och Dave "Baby" Cortez - "8 Ball (Remix)" - "It's My Beat" av Sweet Tea - "Be Thankful for What You Got" av William DeVaughn - "Yes, We Can Can" av The Pointer Sisters - "(You Gotta) Fight for Your Right (To Party!)", "The New Style", "Girls", "Paul Revere" och "Hold It Now, Hit It" av Beastie Boys - "Terminator X Speaks With His Hands" och "Too Much Posse" av Public Enemy - "Hollywood Swinging" av Kool & the Gang - "Let's Get It On" av Marvin Gaye - "Go See the Doctor" av Kool Moe Dee - "Boyz-n-the-Hood" av Eazy-E - "My Melody" av Eric B. & Rakim | - "Something Like That" - "Down on the Avenue" av Fat Larry's Band - "Take the Money and Run" av Steve Miller Band - "I Think I'll Do It" av Z. Z. Hill - "Express Yourself" - "Express Yourself" av Charles Wright & the Watts 103rd Street Rhythm Band - "Dopeman" av N.W.A - "Compton's N the House (Remix)" - "Something Like That" av N.W.A - "I Ain't tha 1" - "The Message (Inspiration)" av Brass Construction - "Dopeman (Remix)" - "Dance to the Drummer's Beat" av Herman Kelly and Life - "Funky Worm" av Ohio Players - "My Posse" av C.I.A. - "Quiet On tha Set" - "Down to the Grissle" av Cool C - "Funky Drummer" av James Brown - "I Get Lifted" av George McCrae - "Rock Creek Park" av The Blackbyrds - "Take the Money and Run" av Steve Miller Band - "Straight Outta Compton" av N.W.A - "On the Bugged Tip" av Big Daddy Kane - "Rebel Without a Pause" av Public Enemy - "Something 2 Dance 2" - "You're the One for Me" av D-Train - "Dance to the Music" av Sly and the Family Stone |

## Medverkande
- Ice Cube – sång
- Eazy-E – sång (även exekutiv producent)
- MC Ren – sång
- Dr. Dre – keyboard, trummaskin och sång
- DJ Yella – keyboard, trummaskin och sång
- Arabian Prince – sång, keyboard och trummaskin

### Övriga medverkande
- The D.O.C. – sång
- Big Bass Brian – mastering[18]
- Donovan Sound – inspelningstekniker[18]
- Eric Poppleton – fotografi[19][18]
- Kevin Hosmann – reklamformgivare[19]
- Helane Freeman – reklamformgivare[18]
- Jerry Heller – management

## Topplistor
| Land eller världsdel          | Högsta listplacering |
| ----------------------------- | -------------------- |
| Australien                    | 8                    |
| Frankrike                     | 17                   |
| Irland                        | 7                    |
| Italien                       | 15                   |
| Norge                         | 38                   |
| Nya Zeeland                   | 43                   |
| Storbritannien                | 6                    |
| Schweiz                       | 54                   |
| Tyskland                      | 36                   |
| USA (Billboard Top LP:s)      | 37                   |
| USA (Billboard Top Soul LP:s) | 9                    |
| USA (Billboard 200)           | 4                    |
| Österrike                     | 55                   |

## Certifikat
| Land eller världsdel | Certifikat |
| -------------------- | ---------- |
| USA (RIAA)           | 3× platina |
| Storbritannien (BPI) | Platina    |